# Luis Quintais
Luis Fernando Gomes da Silva Quintais (* 19. August 1968 in Vila Luso, Angola) ist ein portugiesischer Anthropologe und Lyriker.

## Leben
Geboren wurde er in Angola und zog 1975 nach der Unabhängigkeit von Angola mit seiner Familie nach Portugal. Er studierte in Lissabon und ist in Coimbra seit 2005 als Professor für Anthropologie an der Universität Coimbra, Faculdade de Ciencias e Technologia, tätig. 
Sein erster Gedichtband wurde 1995 veröffentlicht, unter dem Titel „A imprecisa melancolia“. 
Ein Buch wurde ins Spanische übertragen. 
Das Werk trägt melancholische und pessimistische Züge. Der Autor hofft, mit seiner Lyrik die Menschen ein bisschen besser zu machen. Wahrheit und Schönheit sind seine wichtigsten Themen.

## Werk
- A imprecisa melancolia, 1995, Lyrik.
- Lamento, 1999, Lyrik.
- Umbria, 1999, Lyrik.
- Verso antigo, 2001, Lyrik.
- Angst, 2003, Lyrik.
- Duelo, 2004, Lyrik.
- Canto Onde, 2006, Lyrik.
- Franz Piechowsk ou analitica do arquivo, 2006, anthropologisches Werk.
- Mais espresso que a agua, 2008, Lyrik.
- O vidro, Lyrik, 2014.

## Auszeichnungen
- Aula de Poesia de Barcelona.
- Premio de Clube PEN Portugal, 2004.
- Luis-Miguel-Nava-Preis, 2005.
- Premio Literario de Fundação Ines de Castro, 2014.